# Travný
Travný (1203 m n.p.m.) – szczyt w centralnej części Beskidu Morawsko-Śląskiego, położony między rzeką Morávką a potokiem Mohelnice. Góra jest w większości zalesiona, ale z niektórych miejsc można oglądać widoki w kierunku Łysej Góry, a także panoramy Frydka-Mistka, Ostrawy oraz północnej części Pasma Ropicy od Prašivej po Jaworowy.
Na szczyt prowadzą dwa szlaki turystyczne, ale nie działa tu żadne schronisko turystyczne, dlatego nie jest on popularnym miejscem dla turystów. Powodzeniem cieszy się natomiast wśród zbieraczy borówek, którzy tłumnie pojawiają się na Travným w miesiącach letnich.
W 1955 założono tu rezerwat przyrody Travný potok, zajmujący powierzchnię 18,68 hektarów, a w 2000 – rezerwat Travný, mający powierzchnię 154,85 hektarów.